# 南長老ミッション
南長老ミッション（みなみちょうろうミッション、American Southern Presbyterian Mission）は、アメリカ合衆国の長老派教会の宣教団体。合衆国長老教会は日本、清時代の中国に宣教師を派遣した。
日本にはジェームス・バラ宣教師の要請により、1885年に2人の宣教師が派遣された。R・グリナンとR・E・マカルピンである。彼らは高知県で伝道を始めた。高知ではA・ダウドにより、高知英和学校（現、清和女子中学校・高等学校）が設立された。
南長老ミッションは次に伝道が遅れていた名古屋の伝道を開始した。1888年、名古屋にA・ランドルフにより金城女学校が設立された。
次第に、回心した人々が召命受けて献身に神学教育を受けるようになると。南長老ミッションも神学教育にもかかわるようになった。最初は、アメリカ・オランダ改革派教会のヘンリー・スタウトらの経営する長崎の東山学院神学部に神学生を送り、宣教師も教授として協力していたが、1897年（明治30年）に神学部が閉鎖された。そこで、1901年からサムエル・フルトンを派遣し、北長老ミッションの明治学院に協力するようになった。
明治学院の教授の植村正久がクラーク著の『キリスト教神学概論』を教科書として使用していることについて、フルトンが自由主義神学と進化論を教えていると非難した。宣教師との対立が原因で植村は1903年（明治36年）12月明治学院を辞任し、1904年に東京神学社を設立した。
一方フルトンは、明治学院神学部と袂を分かち、1907年（明治40年）に福音主義の信仰の立場に立った神戸神学校を設立した。校長はサムエル・フルトンである。教授陣は主に南長老ミッションの宣教師とプリンストン神学校の出身者であった。第1期生の富田満と第3期生の賀川豊彦は宣教師とのかかわりのゆえに神戸神学校に転校した。しかし、両者とも南長老ミッションの福音主義的信仰は保たなかった。
1927年（昭和2年）、神戸神学校と大阪神学院が合併して中央神学校となった。サムエル・フルトンの指導により、中央神学校は聖書の十全霊感を明確に主張した。また中央神学校は宮城遥拝と神社参拝など偶像崇拝に抵抗した。そのため1942年（昭和17年）3月に閉鎖された。
中央神学校の卒業生の岡田稔らが、戦後の日本キリスト改革派教会と神戸改革派神学校の設立に関わった。

## 来日宣教師と初来日
- R・B・グリナン（1885年）
- R・E・マカルピン（1885年）
- A・H・マカルピン（1885年）
- A・ダウド（1887年）
- H・B・プライス（1887年）
- S・P・フルトン（1888年）
- J・W・モーア（1890年）
- H・W・マイアース（1897年）